# Siegfried Meurer (Unternehmer)
Siegfried Gottlob Meurer (* 7. September 1840 in Waldenburg; † 4. Mai 1926 in Dresden) war ein deutscher Maschinenbauer, Unternehmer und Bergsteiger.

## Leben und Wirken
Meurer studierte Maschinenbau an der Gewerbeschule von Chemnitz. Nachdem er einige Jahre in der Maschinenfabrik von Richard Hartmann gearbeitet hatte, gründete er 1871 in Pirna eine Gelbgießerei. Zwei Jahre später gründete er mit seinem Bruder Coelstin Meurer das Unternehmen G. Meurer. Das Unternehmern produzierte Eisenwaren, Kunstguss und einen Spirituskocher, der von Siegfried Meurer entwickelt worden war. Mit dem Anstieg des Gasverbrauchs am Anfang des 20. Jahrhunderts erkannte Meurer schnell den wachsenden Wirtschaftszweig und produzierte seither Gaskocher. 
Aufgrund der hohen Nachfrage nach diesen neuen Produkten und der nötigen Expansion wurde das Unternehmen 1903 nach Cossebaude bei Dresden verlegt. Nachdem die Meurer-Brüder 1907 in Tetschen und im selben Jahr in Königsbrück Zweigunternehmen sowie einige Montagewerkstätten in Budapest und Barcelona gegründet hatten, wurde das Familienunternehmen in eine Aktiengesellschaft, die Eisenwerke G. Meurer AG, umgewandelt. Nach dem Ausscheiden Siegfried Meurers übernahm sein Sohn Johann Conrad Meurer die Leitung des Unternehmens.
Nach seinem Ruhestand widmete sich Siegfried Meurer dem Bergsteigen. Er trat der Dresdner Sektion des Deutsch-Österreichischen Alpenvereins bei und warb jüngere Mitglieder an. Seine beiden Söhne traten ebenfalls dem Kletterverein bei und nahmen an zahlreichen Erstbesteigungen teil, so zum Beispiel der Erstbesteigung des nach ihnen benannten Meurerturms in den Schrammsteinen. Siegfried Meurer bevorzugte die Palagruppe in den Dolomiten, wo er auch zwei Erstbesteigungen durchführte. Durch seine Aufzeichnungen bei seinen Kletterpartien half er bei der Erstellung einer Karte und er setzte sich für den Bau und die Benutzung einer Stützhütte der Sektion ein. Eine zweite ließ er sich selber bauen und verkaufte sie später an seine Sektion.

## Auszeichnungen
- Großes Ehrenzeichen der Bergsteigersektion Dresden
- Sächsischer Kommerzienrat